# Esporada

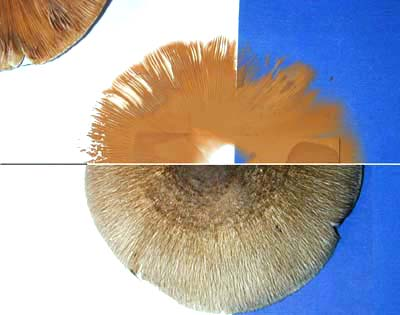
Del capell (foto inferior) del bolet Volvariella volvacea, cauen espores madures. Ompressió d'espores en un full de paper es recull després de 24 hores (foto superior).

L'esporada és una massa o dipòsit d'espores d'un fong superior que cau a la maduresa del capell de l'esporòfor.

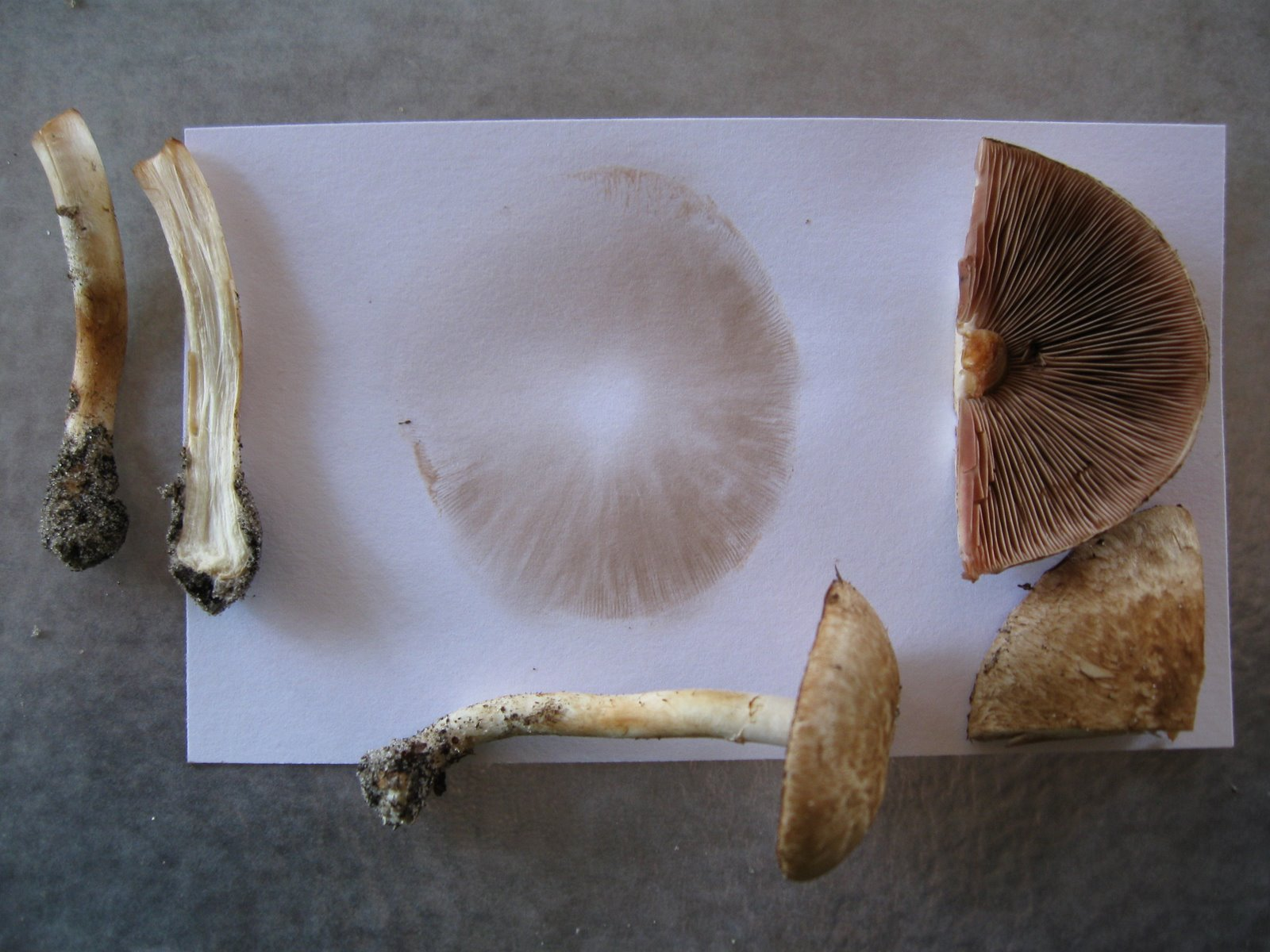
Esporades i talls de l'Agaricus separats

## Història
Històricament, en el seu tractat Synopsis methodica fungorum publicat el 1801, el micòleg sud-africà Christiaan Hendrik Persoon va proposar una classificació dels bolets en funció tant del mode de reproducció com de la morfologia fina. El 1805, els micòlegs Johannes Baptista von Albertini i Lewis David von Schweinitz van proposar la color de l'esporada com a criteri bàsic per a la distinció. La color de l'esporada va ser molt utilitzada al segle XIX roman avui una de les característiques essencials per a la determinació de la família, del gènere, i més rarament de les espècies del fong estudiat (per exemple la coloració de les esporades utilitzades en les claus de determinació en Agaricomycetes).

## Mecanisme
Quan les espores arriben a la fase final de llur maduració, són projectades fora de l'esporòfor mitjançant diversos dispositius d'esporulació (conidiòfors, peritecis, apotècis, picnids).

## Aplicacions
Les espores de fongs varien de 3 a 20 micròmetres i, per tant, tan sols es poden observar amb un microscopi de llum. Amb tot, l'espora es pot veure a ull nu disposant el capell planer recobert amb un bol o un altre recipient per a evitar corrents d'aire: la impressió d'espores obtinguda en poques hores en paper blanc, blau o negre, o millor en plàstic transparent o en una placa de vidre (dispositiu que permet al micòleg de passar la seva micropreparació a l'anàlisi microscòpica), permet d'apreciar-ne la color (aquest caràcter, amb la tonalitat i la forma de l'esporada, així com l'estructura de les espores és molt útil per a determinar la família, el gènere o fins i tot l'espècie del fong estudiat) i l'esporulació (nombre d'espores avaluat per dilució de l'Esporulació i comptatge amb un hemocitòmetre). L'espora també permet de conrear el miceli del bolet.

### Color de l'esporada

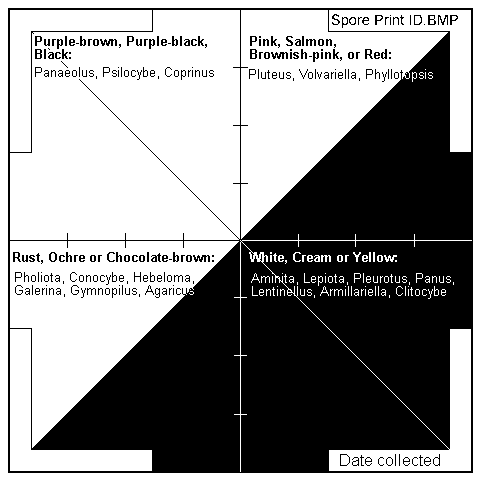
Una "Colour identification Chart» ajuda a identificar el gènere del bolet.

La taula següent mostra les colors més comunes:
| espores de color violeta a negra (fongs melanosporosos) | espora blanca (fongs leucosporosos)                     | espora de color marró porpra a morat fosc (fongs lantinosporosos) | espora groga |
| espora oliva                                            | espora de color rosa a marró rosat (Bolets rhodospora ) | espores ocres (fongs ocrosporosos )                               |              |

Els bolets d'esporades blanques són els més nombrosos (amanites, Lepiota, Tricholoma, Clitocybe, etc.). Els micòlegs també distingeixen bolets amb esporades roses (Entoloma, Pluteus, Volvariella, etc.), castany (cortinaris, Hebeloma, Inocybe, etc.), castany violeta a sèpia (Stropharia, Hypholoma, Psilocybe, Psathyrella, agàrics, etc.) i negre (Coprinus, Panaeolus, etc.)

## Registres
La producció diària d'espores és de milions, fins i tot milers de milions. Un sol capell de coprí o xampinyó pot expulsar fins a 3.000 milions d'espores per dia, o més de 30.000 spores per segon. Un Camperol en deixa escapar 40 milions per hora, o gairebé 2.000 milions durant tot el seu període reproductiu. De-Wei Li va calcular que un esporòfor de bufa de ca que fa 38,5 × 37 × 22,5 produeix 5.000 milliards d'espores, el que en fa el campió en el seu camp. El micòleg David Arora va realitzar el següent experiment mental : posant un al costat de l'altre els milers de milers de milions d'espores (amb una talla mitjana de 8 μm) produïdes anualment pel polipor pla, llur cadena de 40.000 km envoltaria la Terra.